# Ротфельд, Адам Даниэль
Адам Даниэль Ротфельд (пол. Adam Daniel Rotfeld; род. 4 марта 1938, Перемышляны, Польша) — польский учёный и дипломат, министр иностранных дел Польши с 5 января по 31 октября 2005 года в кабинете Марека Бельки.

## Биография

### Детство
Родился в Перемышлянах неподалеку от Львова в еврейской семье адвоката Леона Ротфельда и его жены Берты. Родители были убиты нацистами в 1943 году в Перемышлянах. С конца 1941 года его прятали в Уневском монастыре УГКЦ монахи-студиты. Архимандритом монастыря был в то время Климентий Шептицкий, брат митрополита Андрея Шептицкого. В Уневе Ротфельд жил под фамилией Червиньский (пол. Czerwiński), о нём заботился Даниил Тымчина. К настоящей фамилии Адам вернулся лишь через несколько лет после войны. В 1946 году, после закрытия монастыря и ликвидации грекокатолической церкви в СССР, советская власть перевела детей в приют в Золочеве. В 1951 году благодаря ходатайству польского посольства в Москве был репатриирован в Польшу. Жил в Доме ребёнка № 2 в Кракове.

### Образование
В 1955 году окончил V Общеобразовательный лицей им. Августа Витковского в Кракове. В 1954 году был исключен из Союза польской молодежи (аналог комсомола) за политические шутки. В 1955—1960 годах учился на факультете дипломатии и консульских сношений Главной школы дипломатической службы в Варшаве, где получил титул магистра международного публичного права, защитив диссертацию на тему нелегитимности Мюнхенского соглашения 1938 года.
Затем учился на журналистских курсах Варшавского университета (1960—1962). В 1969 году получил степень доктора юридических наук (Phd. D) на Факультете права Ягеллонского университета, написав диссертацию на тему права народов на самоопределение в современном международном праве. В 1990 году защитил докторскую работу под названием «Европейская система безопасности in statu nascendi», а в 2001 году стал профессором гуманитарных наук.

### Профессиональная деятельность
В 1961—1989 годах работал в Польском институте международных дел в Варшаве (ПИМС), где сначала занимал должность редактора (1961—1962), в 1962—1968 годах, — секретаря редакции ежемесячника «Международные дела» (пол. «Sprawy Międzynarodowe»), а с 1964 года — заместителя главного редактора Редакции изданий ПИМС. В 1969 году стал адъюнктом на кафедре европейской безопасности ПИМС, а в 1978 году её возглавил. В 1974—1975 годах принимал участие в работе второй фазы Конференции безопасности и сотрудничества в Европе (КБСЕ) как член польской делегации в Женеве и во встречах КБСЕ в Белграде, Мадриде и Вене. В 1989 году стал руководителем исследовательского проекта в Международном институте исследований мира (SIPRI) в Стокгольме, где в 1991 году избран директором на пятилетний срок, который затем был продлён до июня 2002 года.
В 1992—1993 годах был личным представителем председателя КБСЕ по вопросам политического урегулирования конфликта в Приднестровье. Результатом его работы стало принятие заключительного рапорта, который давал основания для мирного решения конфликта. В 2000 году назначен президентом Александром Квасьневским членом Совета Национальной Безопасности.
15 ноября 2001 года стал заместителем министра иностранных дел в правительстве Лешека Миллера, с 30 июня 2003 года выполнял функцию первого заместителя министра.
5 января 2005 года, после избрания Маршалом Сейма Влодзимежа Цимошевича, Адам Ротфельд возглавил Министерство иностранных дел. Выполнял эти функции до 31 октября 2005 года.
В 2006 году Генеральным секретарём ООН назначен членом, а в 2008 году председателем Совещательной Коллегии при Генеральном секретаре ООН по разоружению. В январе 2008 года Ротфельд стал сопредседателем польско-российской группы по трудным вопросам. В августе 2009 года Генеральный секретарь НАТО ввёл его к Группы экспертов НАТО по подготовке Новой стратегической концепции Альянса («Группа мудрецов»).
В 2006—2008 годах преподавал в Collegium Civitas в Варшаве. Также проводит лекции в Европейском колледже (College of Europe) в Натолине (Варшава), в Дипломатической академии и Студиях зарубежной политики. В 2011 году стал профессором в Институте междисциплинарных исследований «Artes Liberales» Варшавского университета.

### Общественная и научная деятельность
В 1962—1964 годах выполнял функции председателя Студенческого общества Приятелей ООН в Польше. В 1962 году стал членом Польской группы Общества международного права (ILA), а в 1992 году — Международного института стратегических исследований (IISS) в Лондоне. В период 1995—2006 годов был членом научного совета Института исследований мира и политики безопасности при Гамбургском университете.
В 1996 году стал членом Шведской Королевской Академии Военных Знаний, в 2001 году — членом Совета международного центра демократического контроля над вооруженными силами (DCAF), а в 2003 году Женевского центра политики безопасности (GCSP). В 2009 году вошёл в состав Международной комиссии, которая занималась подготовкой Евро-Атлантической инициативы безопасности (EASI). Стал членом Европейского совета иностранных дел (ECFR). Вошел также в состав научных советов Института политических исследований Польской академии Наук, Ячейки восточных исследований. Является соучредителем и членом правления нескольких фондов, в том числе Центра им. Бронислава Геремека, Фонд Рышарда Капущинского.
Заседает также в совете Фонда Amicus Europae, основанной Александром Квасьневским.
Является инициатором создания Warsaw Reflection Group и научным редактором публикуемой по её инициативе серии рапортов. По его научной редакцией вышли сборники: «Куда движется мир?» (Варшава, 2008) и «Белые пятна. Черные пятна. Трудные вопросы в польско-российских отношениях 1918—2008» (научная редакция совместно с Анатолием Торкуновым, Варшава 2010).
Адам Даниэль Ротфельд является автором более чем 400 научных публикаций, в том числе более 10 книг, соавтором около 20 монографий, около 50 разделов в сборных работах и более 350 статей. Три из его монографий получили награды президента Польской Академии Наук, Польского института международных дел и министра иностранных дел.

## Награды
- Большой Крест Ордена Возрождения Польши. Предоставленный постановлением президента Бронислава Коморовского 10 ноября 2010 года, за выдающиеся заслуги в зарубежной службе, за достижения в успешной для государства профессиональной дипломатической деятельности.
- Командорский Крест со Звездой Ордена Возрождения Польши (2005)
- Кавалерский Крест Ордена Возрождения Польши
- Золотой Крест Заслуги
- Почётный знак МИД Польши «Bene Merito» (2009)
- Офицер ордена Почётного легиона (Франция, 2011)
- Командорский крест ордена «За заслуги перед Федеративной Республикой Германия» (Германия, 2005)
- Орден Трёх звёзд III степени (Латвия, 2010)
- Командор ордена Полярной звезды (Швеция, 2001)
- Орден Дружбы (Россия, 20 января 2011) — за большой вклад в развитие российско-польских отношений[5]
- Серебряная Медаль Королевской Академии Военных Знаний (Швеция, 2001)
- Награда сочетание Капитулы польско-украинского объединения (2007)
- Почётный гражданин города Перемышляны (Украина, 2004)
- Почетный доктор Академии Национальной Обороны Польши (2013)